# Maaien

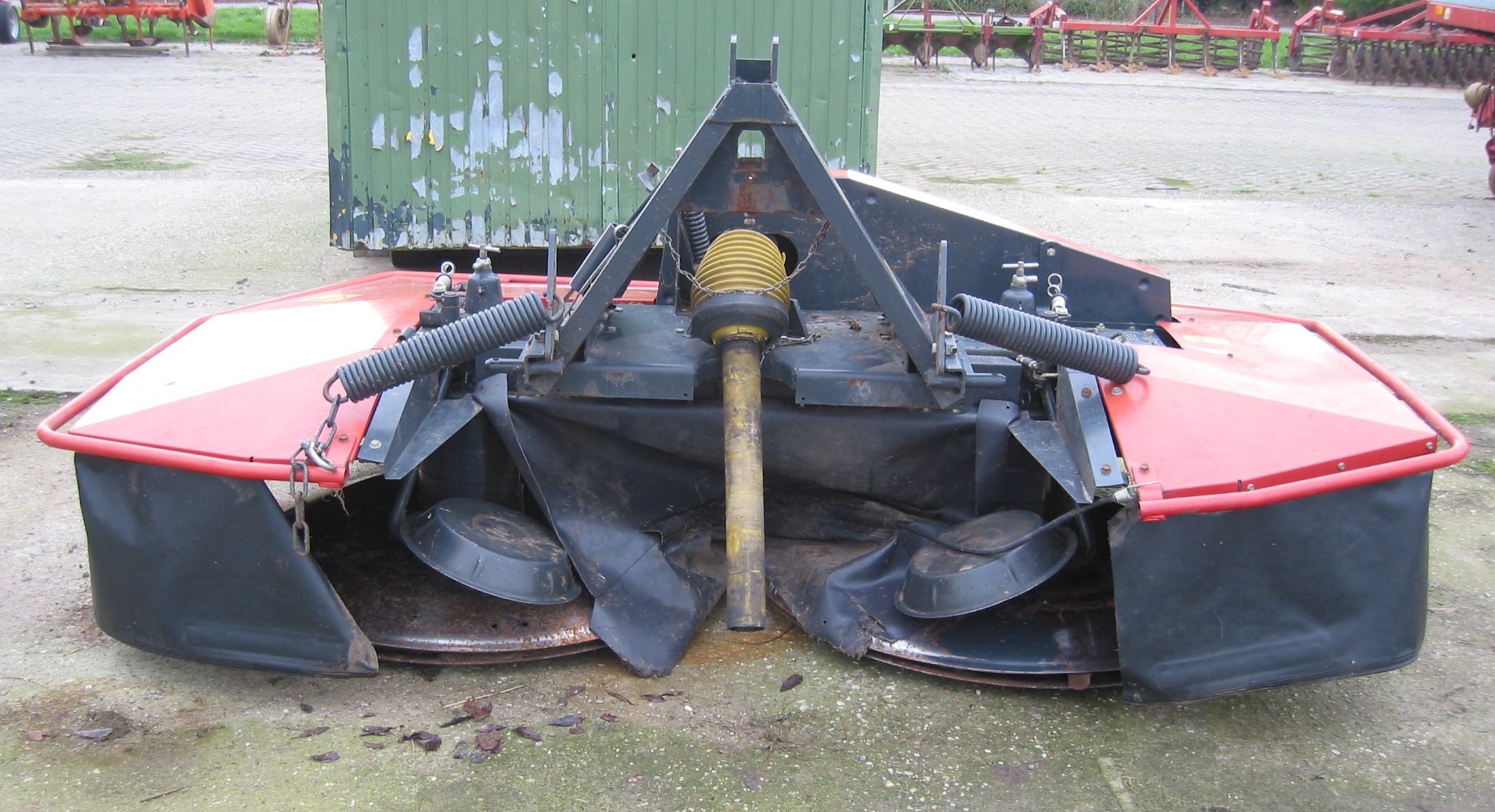
Cyclomaaier

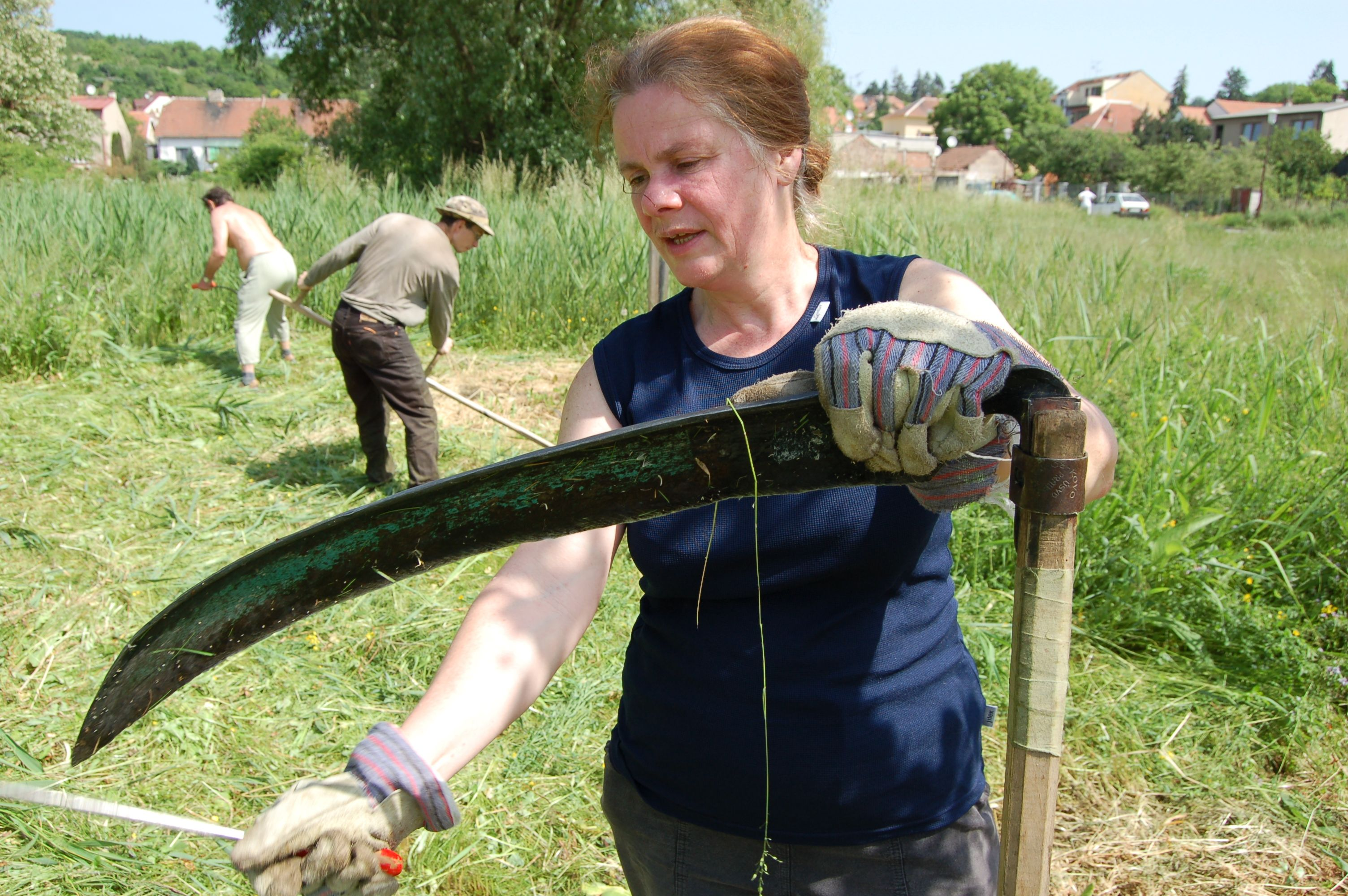
Zeis scherpen met strekel

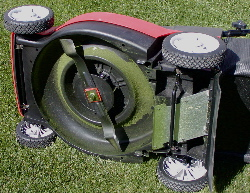
Cirkelmaaier

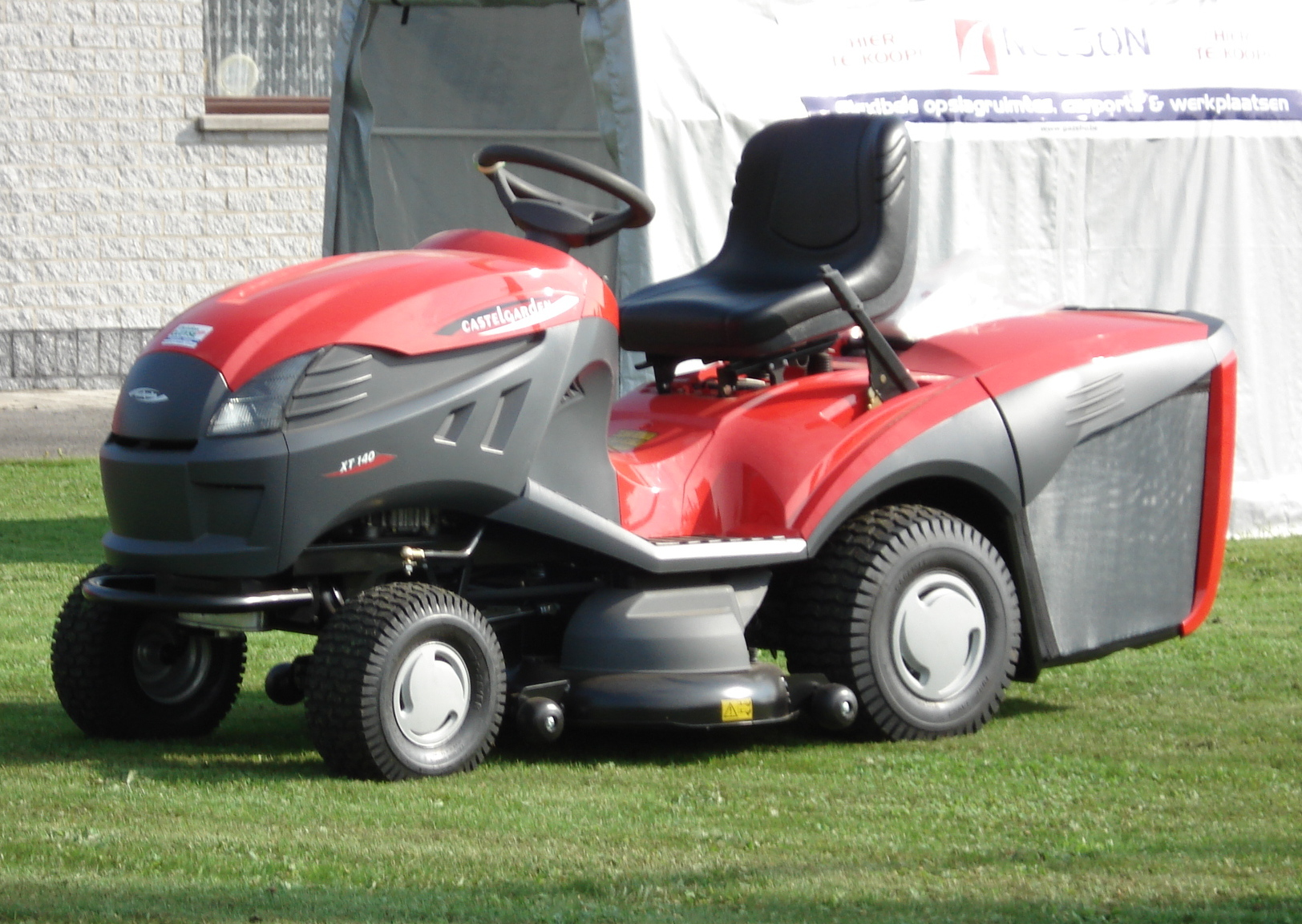
Zitmaaier

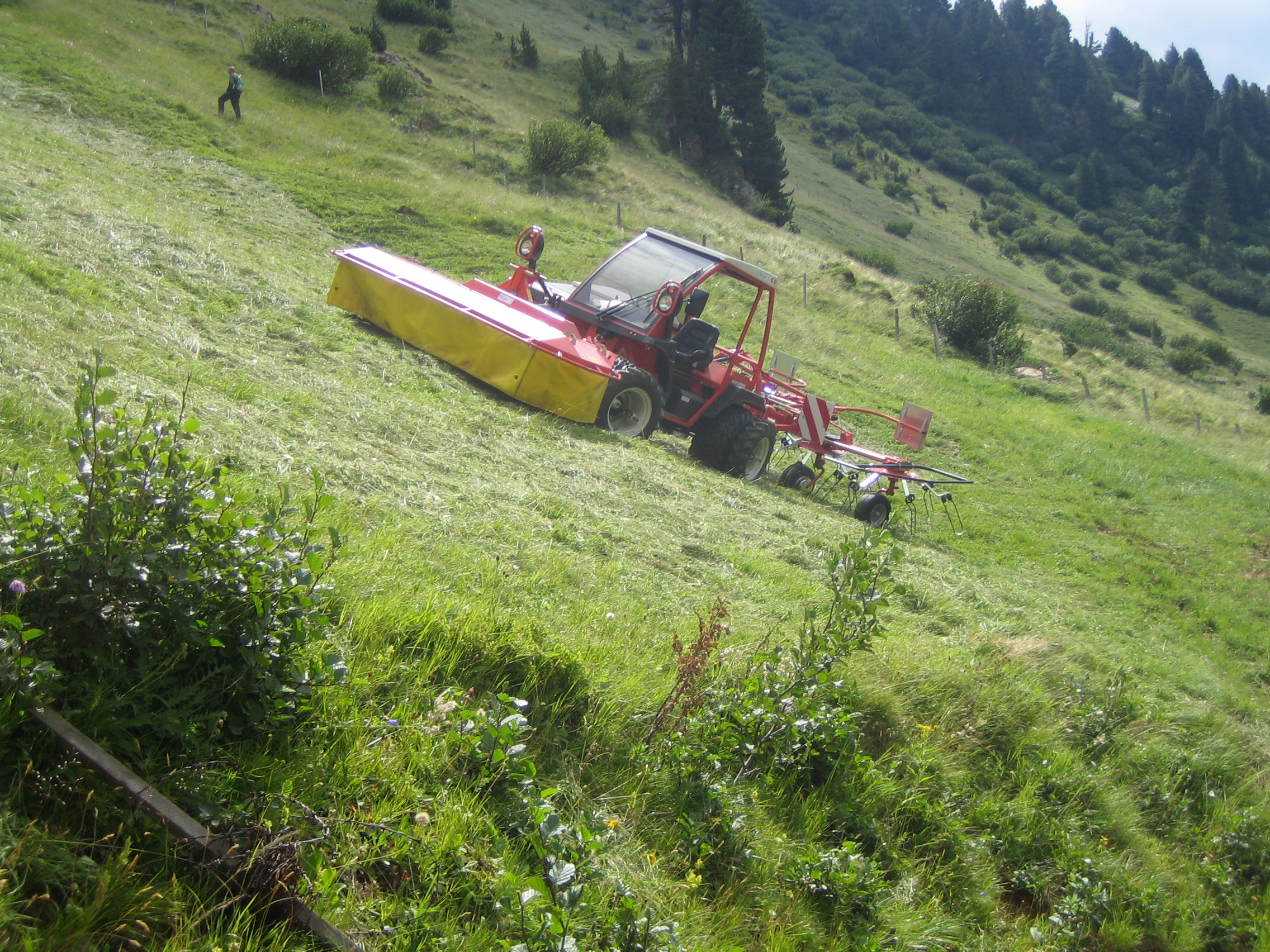
Tractor met voorop een cyclomaaier en achterop een schudder

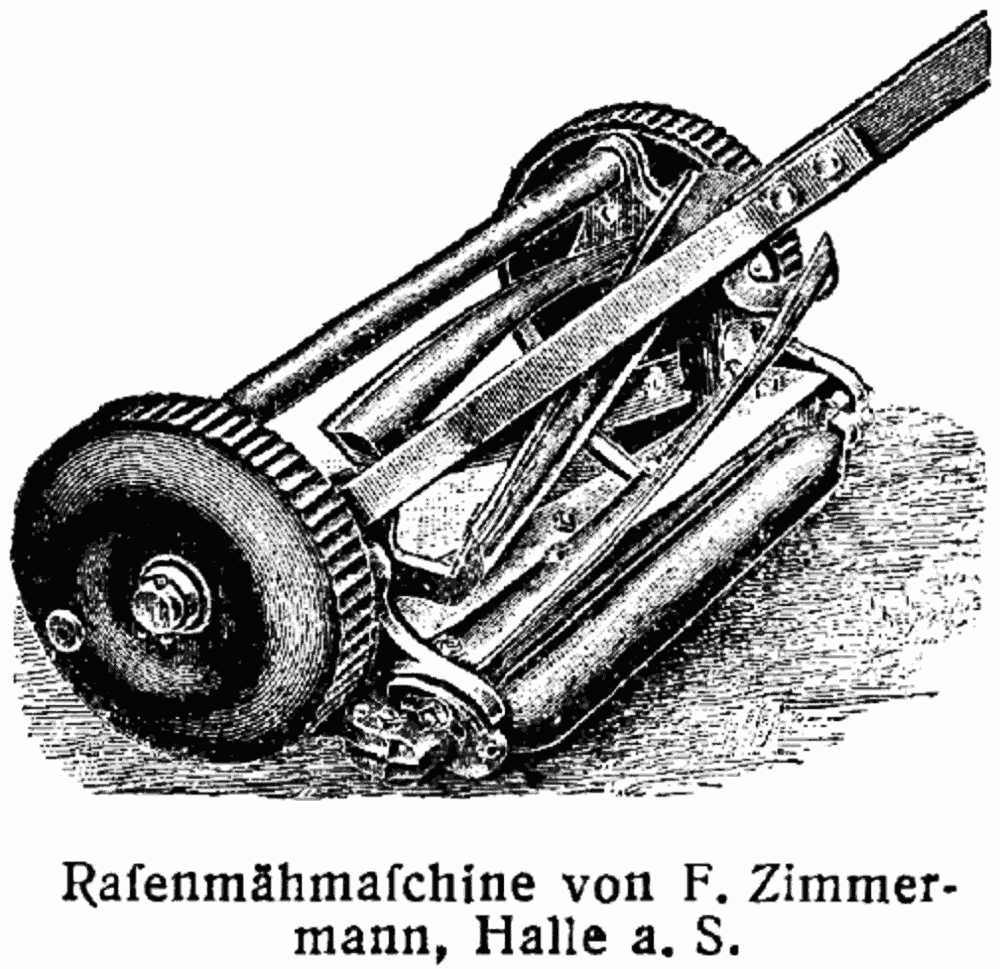
Messenkooimaaier

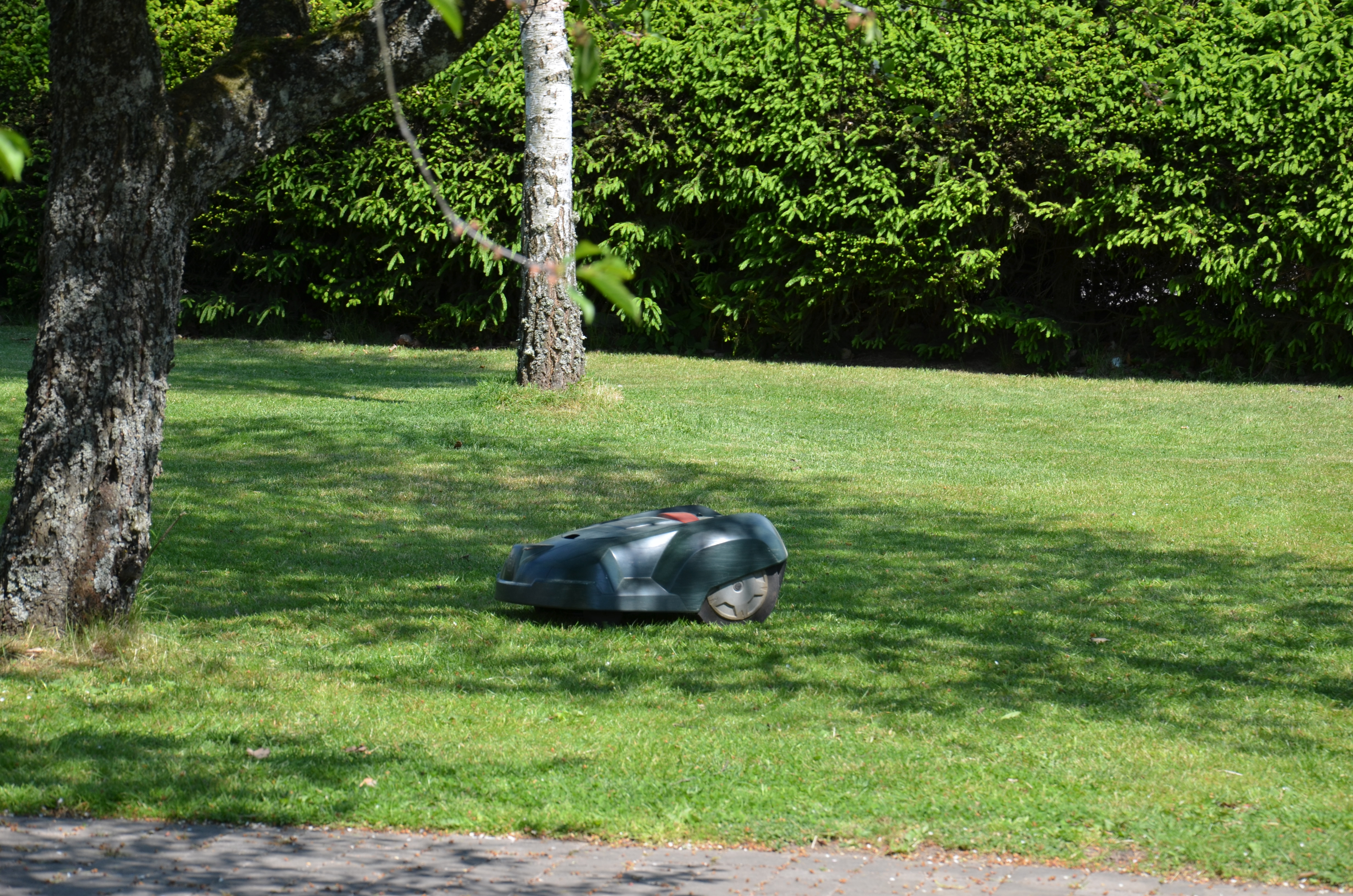
Maairobot

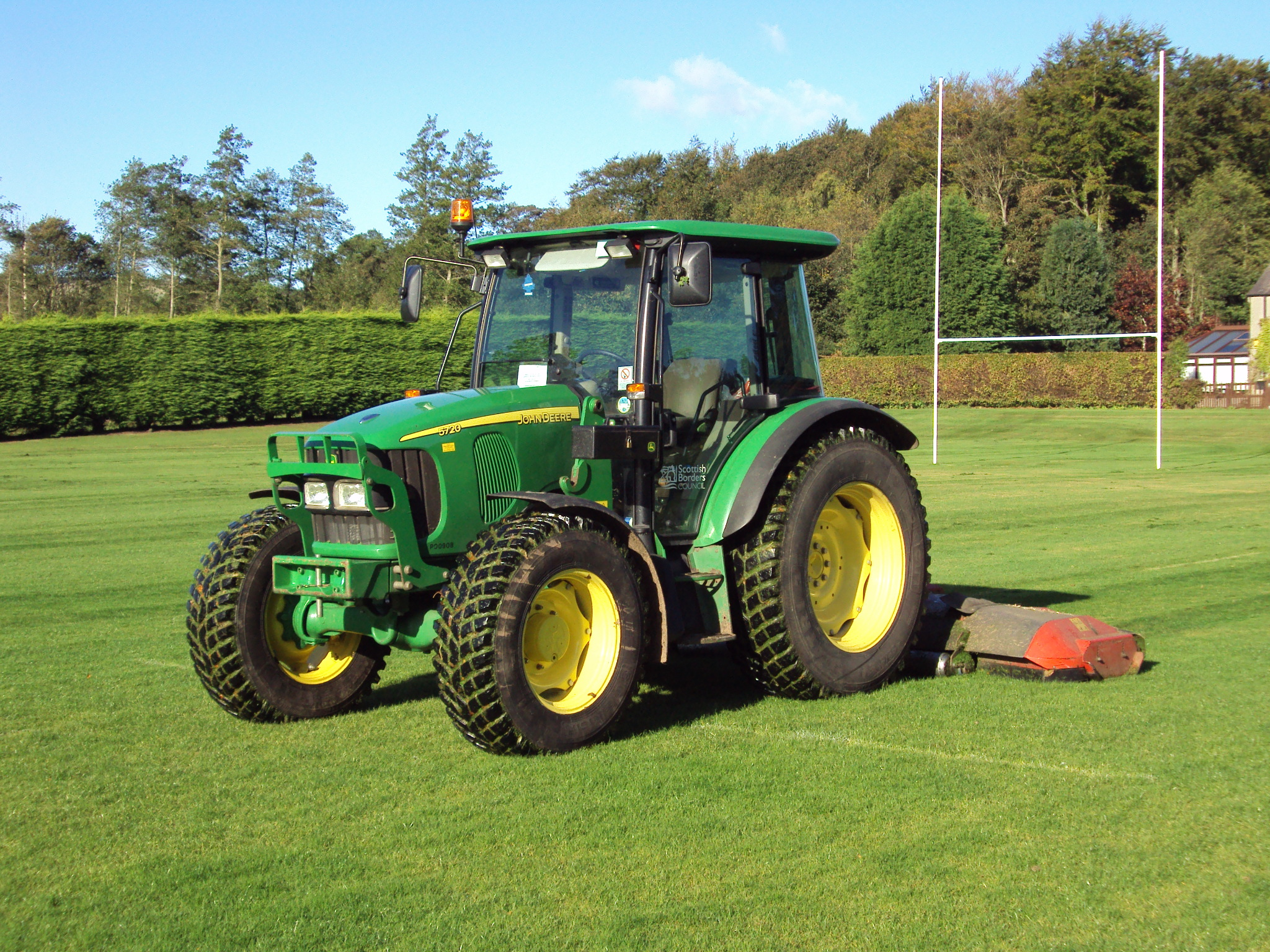
Maaier voor sportvelden

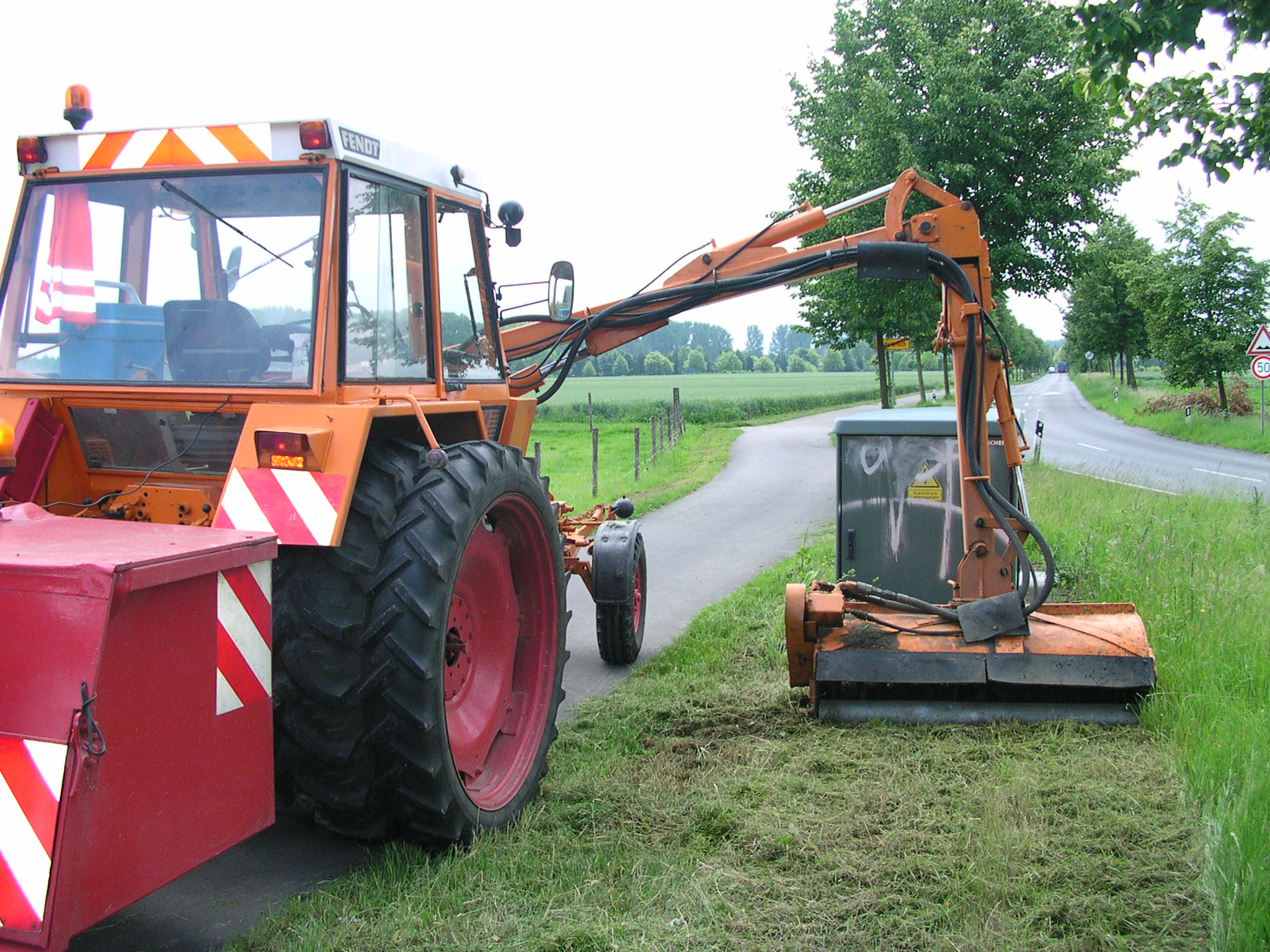
Bermmaaier

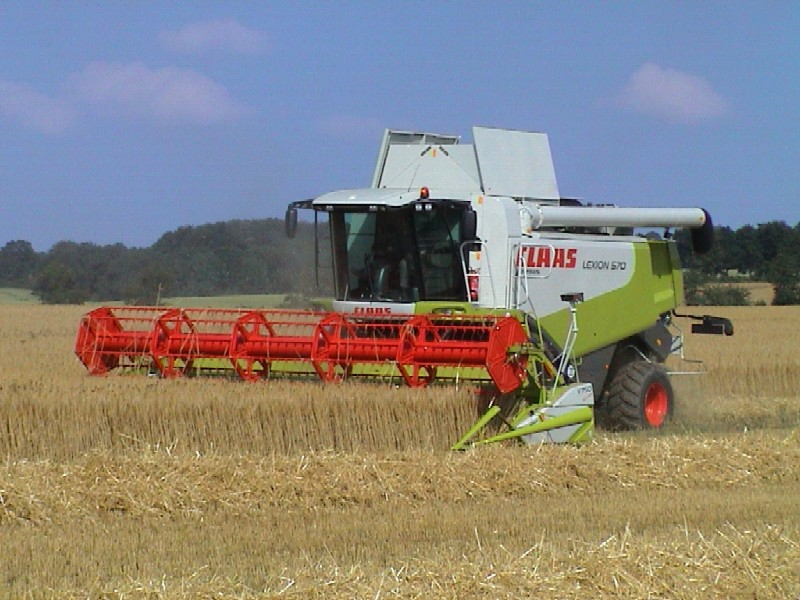
Maaidorser

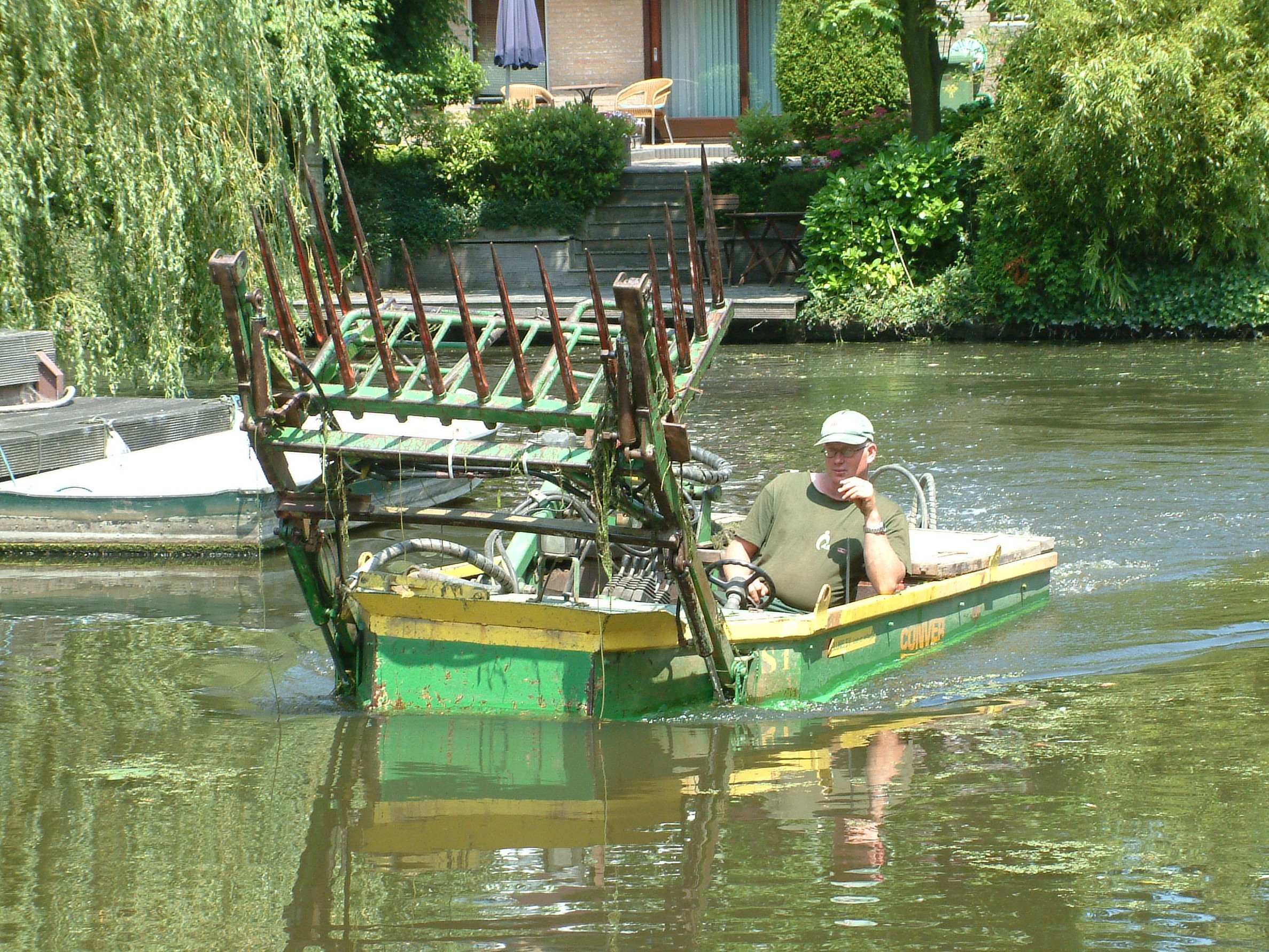
Maaiboot aan het werk

Maaien is het verwijderen van het bovengrondse deel van een plant, handmatig met een zeis of machinaal met een maaimachine. De plant wordt enkele centimeters of, zoals bij spinazie, vlak boven de grond afgemaaid.
Afgeleid van maaien is het begrip maaiveld, dat het oppervlak van een terrein aangeeft. Ook in de sport komt het begrip Maaien voor, bijvoorbeeld als een verdediger bij het voetbal de benen van de aanvaller wegmaait. 

## Maaioppervlak
Gemaaid worden:
- grasland
- gazon
- sportveld
- golfbaan
- graan
- spinazie
- boerenkool
- waterplanten

De maaifrequentie hangt sterk af van het gebruik. Zo worden bermen meestal maar eenmaal per jaar gemaaid, weiland vier tot vijf maal per jaar, een gazon in het groeiseizoen elke week, watergangen twee tot drie keer per jaar en de tee van een golfbaan elke dag.

## Maaimethode
Er zijn grofweg twee maaimethodes:
- maaien met tegenmes
- maaien zonder tegenmes (ook bekend als vrije slag)

### Maaien met tegenmes
Bij maaien met tegenmes wordt een bewegend mes tegen een stilstaand of bewegend tegenmes gedrukt. De methode is vergelijkbaar met knippen. Voorbeelden van maaiers met een tegenmes zijn kooimaaiers en balkmaaiers.
Het voordeel van deze maaimethode is de nauwkeurige snede, waardoor de plant weinig beschadigt en een strak maaibeeld gecreëerd kan worden. Deze maaimethode wordt daarom ingezet in kwetsbare ruimtes of ruimtes waar hoge eisen aan het gemaaide terrein gesteld worden zoals sportvelden en golfbanen.
Het nadeel van deze methode is de kwetsbaarheid, afstelnauwkeurigheid en werksnelheid van de maaier. Objecten als stenen, takken en zwerfvuil kunnen de maaier beschadigen, waardoor slijpen en opnieuw afstellen noodzakelijk zijn. Daarnaast beïnvloedt de structuur van het te maaien goed sterk het resultaat. Slap materiaal is moeilijk te maaien, waardoor deze methode eigenlijk alleen geschikt is als kort bij de grond gemaaid wordt. De werksnelheid wordt beperkt door de messnelheid. Deze mag niet te hoog worden door de wrijving tussen mes en tegenmes.

### Maaien zonder tegenmes
Bij maaien zonder tegenmes wordt een bewegend mes met hoge snelheid door de plant geslagen. De methode is daarom ook bekend als 'maaien met de vrije slag'. Voorbeelden van maaiers zonder tegenmes zijn
- cirkelmaaiers,
- cyclomaaiers (trommelmaaiers),
- bosmaaiers,
- schijvenmaaiers en
- klepelmaaiers.

Het voordeel van deze maaimethode is het ontbreken van het tegenmes. Hierdoor komt het afstellen minder nauwkeurig, is de maaier minder gevoelig voor beschadiging door stenen en ligt de werksnelheid aanzienlijk hoger dan bij een maaier met tegenmes. Dit laatste komt doordat de messnelheid theoretisch onbeperkt hoog kan zijn en er dus meer afsnijdingen per meter gerealiseerd kunnen worden.
Bijkomend voordeel van de hoge messnelheid is dat het mes ook lucht kan verplaatsen. Door de vorm van het mes te veranderen gaat het mes als ventilator werken waardoor een luchtstroom ontstaat die te gebruiken is als transportmiddel voor het maaisel of het te maaien gewas overeind zuigt. Dit komt met name voor bij gewassen die op een hogere hoogte afgemaaid dienen te worden en die daardoor plat tegen de bodem liggen.
Naast dit voordeel kent deze methode ook een paar nadelen. Het belangrijkste nadeel is de veiligheid. De hoge messnelheid kan objecten met hoge snelheid wegslingeren. De maaiers zijn om die reden vaak volledig afgeschermd door een maaikap. In sommige gevallen kan deze maaikap de toegang van het gewas tot het maaimes blokkeren. Een ander aspect is de maaisnede. Door de vrije slag wordt de plant meer beschadigd waardoor deze meer tijd nodig heeft om de groei te hervatten. Ook het maaibeeld is hierdoor minder strak dan bij een maaier met tegenmes.

## Maaimachines

### Gazon
Een gazon wordt gemaaid met een grasmaaier met messenkooi of een cirkelmaaier. 
Bij een messenkooi wordt het gras afgeknipt doordat een kooi met messen langs een vast ondermes draait. Dit geeft, mits de messen scherp zijn, het beste resultaat. Voor kleine gazons is er een met de hand voortgeduwde kooimaaier. Voor grote gazons en sportvelden zijn er zelfrijdende machines met vaak meer dan één messenkooi. Het nadeel van een messenkooi is dat het geen stengels kan afmaaien, zodat er vooral eind mei en juni op tijd gemaaid moet worden.
Bij een cirkelmaaier draait een mes dat aan de uiteinden scherp geslepen is snel rond, waardoor het gras afgeslagen wordt. Er zijn handgeduwde, zelfrijdende en zitmaaiers. Er zijn zowel elektrisch aangedreven maaiers als die met een benzinemotor zijn uitgerust. Veelal wordt in combinatie ook een grashark, grasschaar, graskantensteker en een verticuteermachine gebruikt.
Een gazon dient gedurende het jaar op verschillende hoogte te worden gemaaid. In de zomermaanden kan erg kort gemaaid worden. Dit stimuleert de verdichting van de grasmat. Na de zomer moet minder kort gemaaid worden. Het gras heeft dan meer bladoppervlak nodig om voldoende zonlicht te ontvangen.
Onderhoud van gazons gebeurt tegenwoordig ook met maairobots.

### Grasland
Voor het maaien van grasland werd eerder een maaibalk of een cyclomaaier (syn.: trommelmaaier, schotelmaaier) gebruikt, tegenwoordig zijn het voornamelijk schijvenmaaiers. Bij een maaibalk gaan twee messen door een heen en weer gaande beweging langs elkaar, waardoor het gras afgeknipt wordt. Een cyclomaaier heeft een snel ronddraaiende trommel waar aan de rand enkele mesjes gemonteerd zijn. Een cyclomaaier slaat het gras af. Een schijvenmaaier is daar weer op verderontwikkeld. Het is een balk met allemaal kleinere schijven waar de messen aanzitten. Door meerdere kleinere schijven in plaats van een aantal grote trommels toe te passen, kan er netter en sneller gemaaid worden. Er is wel meer vermogen voor nodig, want er wordt geen massa aan het draaien gebracht. Dit gebeurt bij een trommelmaaier wel. Het verschil is dat een trommelmaaier moeilijk op gang te krijgen is, maar draait hij eenmaal, dan is er niet veel meer voor nodig. Schijvenmaaiers daarentegen zijn gemakkelijk aan het draaien te krijgen, maar de trekker moet onder het maaien wel veel trekken. Bij een zware snede is alsnog de schijvenmaaier de beste oplossing. Daarnaast kan er gebruik worden gemaakt van slagmaaiers (syn.: cirkelmaaier). Dit zijn als het ware vergrote versies van de huis-tuin-en-keuken-grasmaaier, eventueel met meerdere horizontaal ronddraaiende messen. De weidebloter is een robuuste uitvoering van een slagmaaier. Daarnaast zijn er ook (messen)kooimaaiers.

### Berm
Voor het maaien van een berm wordt een maaibalk of een klepelmaaier gebruikt. Voor het maaien rondom obstakels wordt een bosmaaier (trimmer) gebruikt. Bij een klepelmaaier zitten stalen klepels aan een ronddraaiende as. De klepels slaan het gras eraf. Een klepelmaaier gaat minder gemakkelijk kapot als deze een stuk steen of ijzer tegenkomt. Een bosmaaier of trimmer wordt gedragen en heeft een ronddraaiende maaikop met nylondraden, die het gras afslaan. Deze maaier wordt gebruikt om het gras langs obstakels, zoals palen en randen, af te maaien.

### Graan
Het graan werd in de oudheid gemaaid met een sikkel, daarna met zicht en pikhaak, vervolgens met de zwadmaaier en daarna tot schoven gebonden. Toen verscheen de zelfbinder die dit in één arbeidsgang deed. Nu wordt graan geoogst met een maaidorser. Dat is een zelfrijdende machine waarbij het maaien, dorsen en schonen in één werkgang plaatsvindt. Het kale veld dat overblijft heet een stoppelveld.

### Waterplanten
Het riet aan de oevers en de planten onder water worden meestal vanaf de walkant met machines op een tractor gemaaid. Als die er niet bij kan, wordt een maaiboot ingezet.

### Houtige vegetaties
Indien ook dikke houtige vegetatie dient gemaaid te worden kan men gebruik maken van een bosfrees. Dit is als het ware een uit de kluiten gewassen klepelmaaier.

## Vegetatie in relatie tot maaien
Er zijn verschillen tussen grassoorten. Engels raaigras kan bijvoorbeeld in Nederland zowel goed tegen beweiden als maaien. Timothee daarentegen kan goed tegen maaien, maar niet tegen beweiden. Daarnaast zijn er ook tweezaadlobbigen, zoals ridderzuring en distel, die door het vormen van een dikke penwortel goed tegen maaien kunnen.
Vegetaties zullen verschillen afhankelijk van het maairegime. Door bermen bijvoorbeeld pas te maaien als de planten zaad hebben gevormd zullen er meer eenjarige en tweejarige plantensoorten in de berm voorkomen. Omdat de ene soort vroeger bloeit en zaad vormt dan een andere soort is het belangrijk dat voor het tijdstip van maaien van bermen hier rekening mee wordt gehouden.
In een pas ingezaaid gazon komt vaak ook onkruid voor. Na de eerste keer maaien verdwijnt al veel onkruid, zoals melganzenvoet.

## Oppervlaktemaat
De Groningse deimat is 4997 m² en is de hoeveelheid land die een maaier met een zeis per dag kon maaien.

## Afbeeldingen

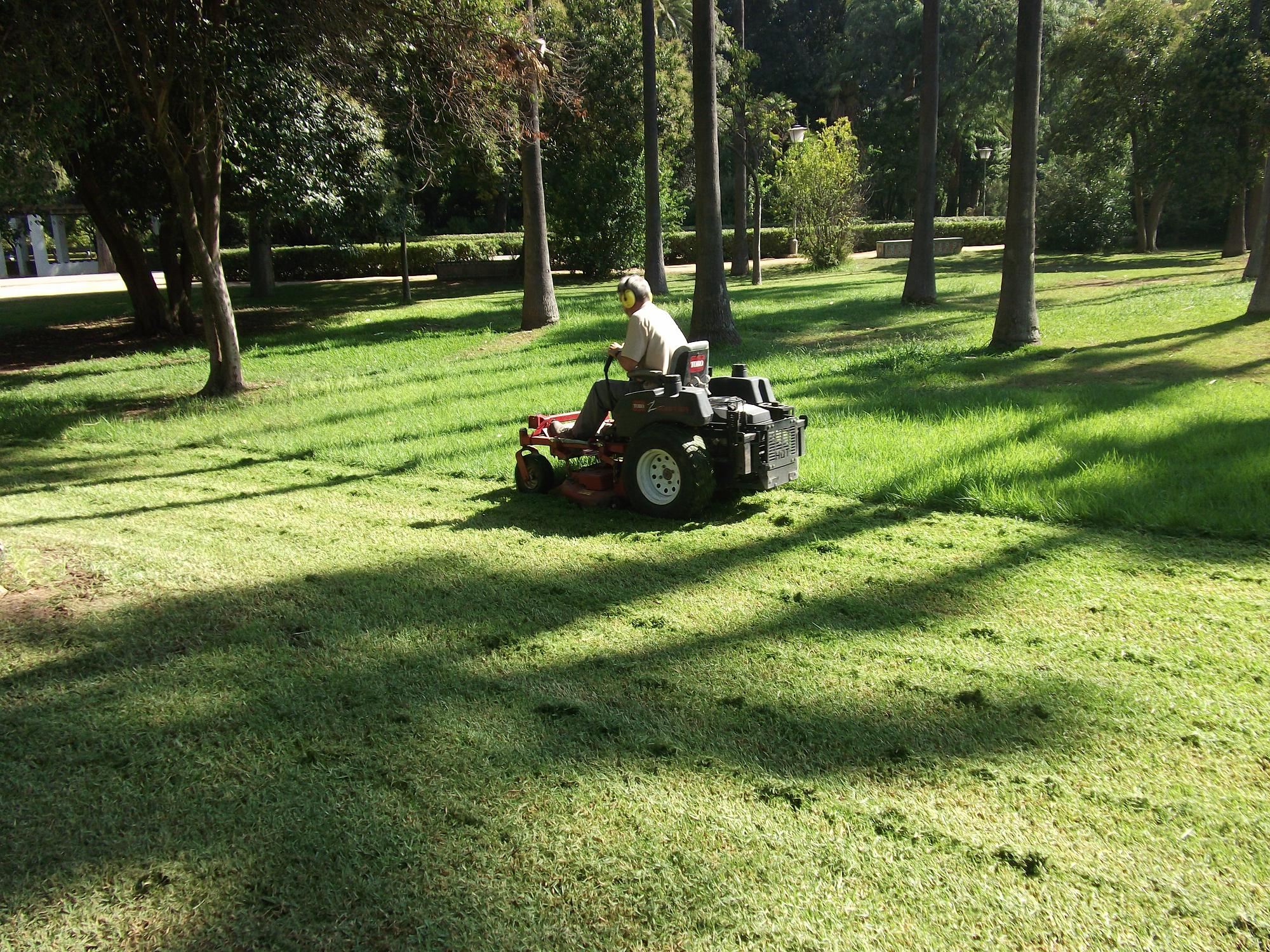
Onderhoud van openbaar groen met een zitmaaier in Spanje
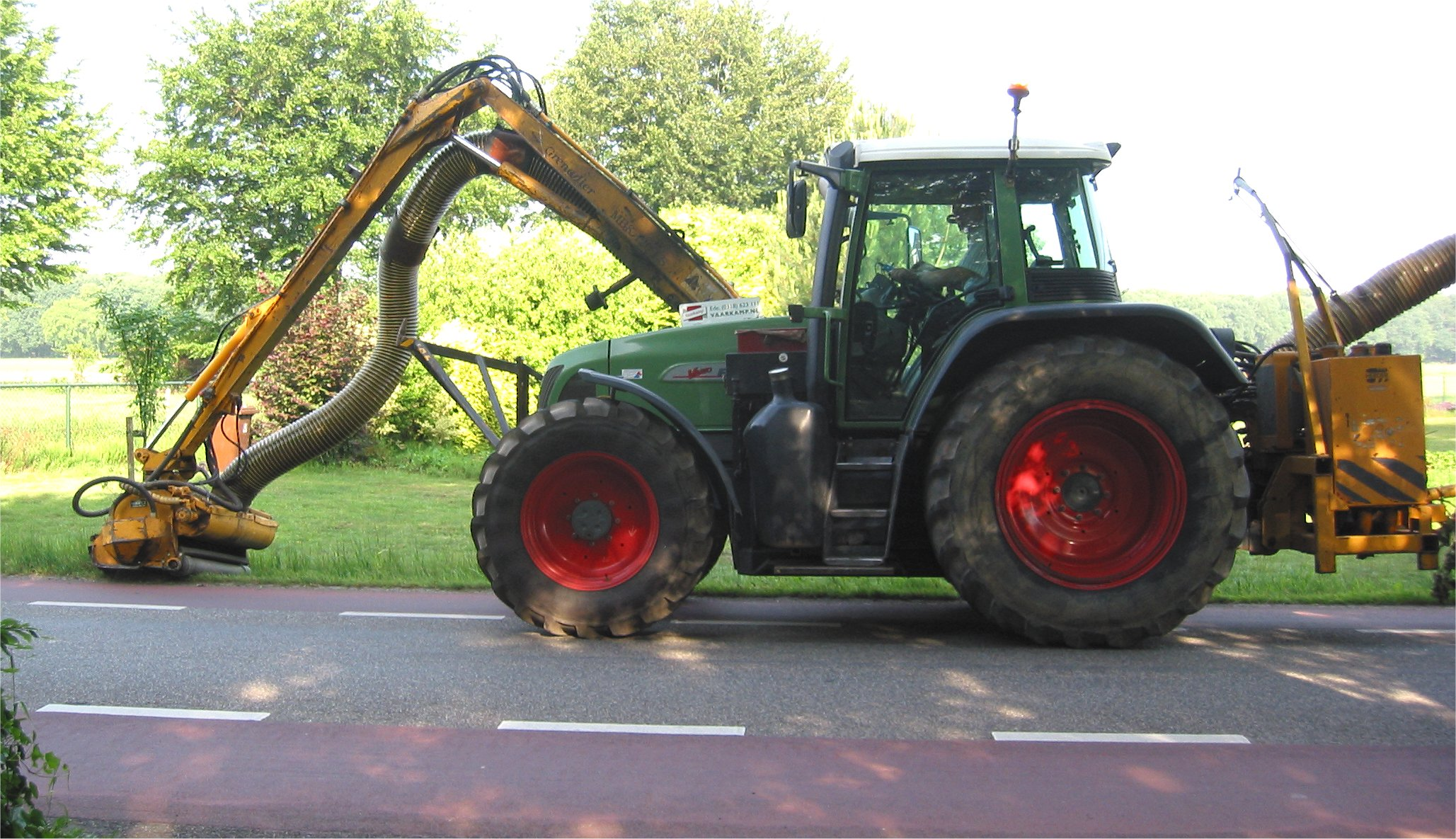
Klepelmaaier (merk: Herder, type: Grenadier, model: A120S met afzuiging)
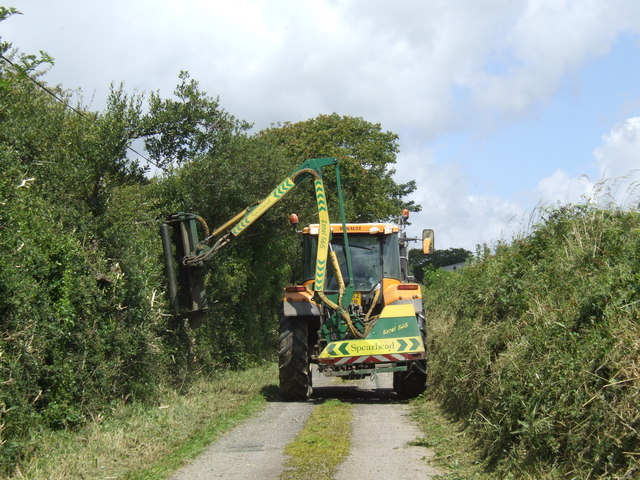
Heggen trimmen met een klepelmaaier
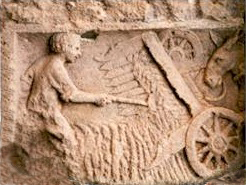
Gallisch-Romeinse maaimachine (afbeelding op een muur in het Belgische Buzenol)